# Grzegorz Podżorny
Grzegorz Podżorny – polski politolog, dziennikarz i działacz związkowy, w latach 2016–2020 członek Rady Mediów Narodowych.

## Życiorys
Uzyskał tytuł zawodowy magistra politologii. Był zatrudniony w Polskiej Agencji Prasowej i Radiu Zet. Po zakończeniu pracy w radiu został pracownikiem Biura Prasowego Zarządu Regionu Śląsko-Dąbrowskiego NSZZ „Solidarność”, a następnie kierownikiem tego biura. W 2014 stanął na czele Biura Komunikacji Społecznej i Rozwoju Związku w Zarządzie Regionu Śląsko-Dąbrowskiego NSZZ Solidarność. W Radiu Zet był reporterem w Katowicach na zmianę z Adamem Grzesikiem.
W lipcu 2016 został zgłoszony przez klub poselski Kukiz’15 jako kandydat do Rady Mediów Narodowych. 26 lipca 2016 został powołany na to stanowisko przez prezydenta Andrzeja Dudę. 13 sierpnia 2020 zrezygnował z zasiadania w składzie Rady Mediów Narodowych.
W 2017 przeszedł zawał serca.